# Морейра (Майа)
Морейра (порт. Moreira) — район (фрегезия) в Португалии, входит в округ Порту. Является составной частью муниципалитета Майа. Находится в составе крупной городской агломерации Большой Порту. По старому административному делению входил в провинцию Дору-Литорал. Входит в экономико-статистический субрегион Большой Порту, который входит в Северный регион. Население составляет 10 280 человек на 2001 год. Занимает площадь 8,75 км².
Покровителем района считается Иисус Христос (порт. Divivo Salvador).